# Шевченко, Денис Петрович
Денис Петрович Шевченко — гвардии рядовой Вооружённых Сил Российской Федерации, участник антитеррористических операций в период Второй чеченской войны, погиб при исполнении служебных обязанностей во время боя 6-й роты 104-го гвардейского воздушно-десантного полка у высоты 776 в Шатойском районе Чечни.

## Биография
Денис Петрович Шевченко родился 20 декабря 1980 года в городе Опочке Псковской области. Окончил девять классов средней школы в родном городе в 1995 году, после чего поступил на учёбу в профессиональном училище № 6. Освоил специальности автомеханика и электросварщика. 15 декабря 1998 года Шевченко был призван на службу в Вооружённые Силы Российской Федерации Опочецким районным военным комиссариатом города Псковской области. Получил военную специальность гранатомётчика, после чего был направлен для дальнейшего прохождения службы в 6-ю роту 104-го гвардейского воздушно-десантного полка.
С началом Второй чеченской войны в составе своего подразделения гвардии рядовой Денис Шевченко был направлен в Чеченскую Республику. Принимал активное участие в боевых операциях. В частности, проявил себя во время боёв 9 февраля 2000 года во время попадания автоколонны федеральных сил в засаду и 16 февраля 2000 года при предотвращении выхода группы боевиков из окружения. С конца февраля 2000 года его рота дислоцировалась в районе населённого пункта Улус-Керт Шатойского района Чечни, на высоте под кодовым обозначение 776, расположенной около Аргунского ущелья. 29 февраля — 1 марта 2000 года десантники приняли здесь бой против многократно превосходящих сил сепаратистов — против всего 90 военнослужащих федеральных войск, по разным оценкам, действовало от 700 до 2500 боевиков, прорывавшихся из окружения после битвы за райцентр — город Шатой. Вместе со всеми своими товарищами он отражал ожесточённые атаки боевиков Хаттаба и Шамиля Басаева, не дав им прорвать занимаемые ротой рубежи. В том бою гвардии рядовой Денис Петрович Шевченко был дважды ранен, но продолжал сражаться, пока не получил смертельное ранение. Погибли также ещё 83 его сослуживца.
Похоронен на Варыгинском кладбище города Опочки Псковской области.
Указом Президента Российской Федерации гвардии рядовой Денис Петрович посмертно был удостоен ордена Мужества.

## Память
- Бюст Шевченко установлен в его родном городе Опочке[4].
- В школе, где учился Шевченко, создан музейный уголок[5].